# The Stargate
The Stargate — студійний альбом норвезького дарк-ембієнт гурту Mortiis. Реліз альбому відбувся 1999 року під лейблом Earache Records. Альбом складається з восьми англомовних композицій, що відрізняє його від попередніх виданих студійних альбомів. 

## Список композицій
| #     | Назва                                             | Тривалість |
| ----- | ------------------------------------------------- | ---------- |
| 1.    | «Child of Curiosity and the Old Man of Knowledge» | 05:33      |
| 2.    | «I Am the World»                                  | 06:18      |
| 3.    | «World Essence»                                   | 05:58      |
| 4.    | «Across the World of Wonders»                     | 06:42      |
| 5.    | «(Passing By) An Old and Raped Village»           | 05:09      |
| 6.    | «Towards the Gate of Stars»                       | 07:45      |
| 7.    | «Spirit of Conquest / The Warfare»                | 09:16      |
| 8.    | «Army of Conquest / The Warfare (Ever Onwards)»   | 13:04      |
| 59:50 |                                                   |            |